# Primeira Liga de 2008–09
A Liga Sagres 2008-09 foi a 75ª edição do primeiro escalão do campeonato português de futebol. Foi a primeira edição da Liga Sagres, anteriormente chamada de BwinLiga, por motivos de mudança de patrocinador principal da Liga.
O sorteio das jornadas da prova realizou-se a 7 de Julho. O campeonato teve a sua primeira jornada no dia 22 de Agosto de 2008 e terminou a 24 de Maio de 2009, e o campeão foi o Futebol Clube do Porto, alcançando o segundo «tetra» da sua história e o terceiro da história do futebol português.

## A bola
Nesta temporada a bola usada na Liga foi a Adidas Europass Portugal, uma bola criada propositadamente para Liga Sagres, Liga Vitalis e para a Carlsberg Cup, inspirada na bandeira portuguesa.

## Equipas 2008-2009
As equipas participantes nesta edição estiveram sujeitas a alterações devido ao processo Apito Final, que impôs a descida à Liga de Honra do Boavista. Porém como o clube recorreu da decisão só mais tarde ficou decidida qual a acção tomada pela LPFP e pela FPF, confirmando a descida Boavista. Desta situação beneficiou o Paços de Ferreira que se manteve no primeiro escalão do futebol português.
Lista das equipas participantes com os treinadores à última jornada:
| Académica de Coimbra | Domingos Paciência | Estádio Cidade de Coimbra, Coimbra                   | 12º lugar                 |
| Belenenses           | Rui Jorge          | Estádio do Restelo, Lisboa                           | 8º lugar                  |
| Benfica              | Quique Flores      | Estádio da Luz, Lisboa                               | 4º lugar                  |
| Braga                | Jorge Jesus        | Estádio Municipal de Braga, Braga                    | 7º lugar                  |
| Estrela da Amadora   | Lázaro Oliveira    | Estádio José Gomes, Amadora                          | 13º lugar                 |
| Leixões              | José Mota          | Estádio do Mar, Matosinhos                           | 14º lugar                 |
| Marítimo             | Carlos Carvalhal   | Estádio dos Barreiros, Funchal                       | 5º lugar                  |
| Nacional da Madeira  | Manuel Machado     | Estádio da Madeira, Funchal                          | 10º lugar                 |
| Naval                | Ulisses Morais     | Estádio Municipal José Bento Pessoa, Figueira da Foz | 11º lugar                 |
| Paços de Ferreira    | Paulo Sérgio       | Estádio da Mata Real, Paços de Ferreira              | 15º lugar                 |
| Porto                | Jesualdo Ferreira  | Estádio do Dragão, Porto                             | 1º lugar                  |
| Rio Ave              | Carlos Brito       | Estádio dos Arcos, Vila do Conde                     | 2º lugar da Liga de Honra |
| Sporting             | Paulo Bento        | Alvalade XXI, Lisboa                                 | 2º lugar                  |
| Vitória de Guimarães | Manuel Cajuda      | Estádio D. Afonso Henriques, Guimarães               | 3.º lugar                 |
| Vitória de Setúbal   | Carlos Cardoso     | Estádio do Bonfim, Setúbal                           | 6º lugar                  |
| Trofense             | Tulipa             | Estádio do Clube Desportivo Trofense, Trofa          | 1º lugar da Liga de Honra |

## Tabela Classificativa
|     | Equipa               | Pts | J  | V  | E  | D  | GM | GS | +/- | Notas                                                                                |
| --- | -------------------- | --- | -- | -- | -- | -- | -- | -- | --- | ------------------------------------------------------------------------------------ |
| 1.  | Porto (C)            | 70  | 30 | 21 | 7  | 2  | 61 | 18 | +43 | Liga dos Campeões - Fase de Grupos                                                   |
| 2.  | Sporting (Q)         | 66  | 30 | 20 | 6  | 4  | 45 | 20 | +25 | Liga dos Campeões - 3ª Pré-eliminatória para não campeões                            |
| 3.  | Benfica (Q)          | 59  | 30 | 17 | 8  | 5  | 54 | 32 | +22 | Liga Europa - Play-off                                                               |
| 4.  | Nacional da Madeira  | 52  | 30 | 15 | 7  | 8  | 47 | 32 | +15 | Liga Europa - Play-off                                                               |
| 5.  | Braga                | 50  | 30 | 13 | 11 | 6  | 38 | 21 | +17 | Liga Europa - Terceira ronda de qualificação                                         |
| 6.  | Leixões              | 45  | 30 | 12 | 9  | 9  | 30 | 31 | -1  |                                                                                      |
| 7.  | Académica de Coimbra | 39  | 30 | 10 | 9  | 11 | 28 | 30 | -2  |                                                                                      |
| 8.  | Vitória de Guimarães | 38  | 30 | 10 | 8  | 12 | 32 | 36 | -4  |                                                                                      |
| 9.  | Marítimo             | 37  | 30 | 9  | 10 | 11 | 35 | 36 | -1  |                                                                                      |
| 10. | Paços de Ferreira    | 34  | 30 | 9  | 7  | 14 | 37 | 42 | -5  | Liga Europa - Segunda fase de qualificação                                           |
| 11. | Estrela da Amadora   | 34  | 30 | 8  | 10 | 12 | 26 | 38 | -12 | Penalizado em 3 pontos (ver: Penalização do Estrela da Amadora, com despromoção.)    |
| 12. | Rio Ave              | 30  | 30 | 8  | 6  | 16 | 20 | 35 | -15 |                                                                                      |
| 13. | Naval                | 29  | 30 | 7  | 8  | 15 | 25 | 39 | -14 |                                                                                      |
| 14. | Vitória de Setúbal   | 26  | 30 | 7  | 5  | 18 | 21 | 46 | -25 |                                                                                      |
| 15. | Belenenses (D)       | 24  | 30 | 5  | 9  | 16 | 28 | 52 | -24 | Seria despromovido à Liga de Honra, mas foi salvo pela descida do Estrela da Amadora |
| 16. | Trofense (D)         | 23  | 30 | 5  | 8  | 17 | 25 | 42 | -17 | Despromoção à Liga de Honra                                                          |

Legenda:
- (C): campeão;
- (Q): equipa qualificada para a prova europeia que a posição proporciona
- (D): despromovido

| Campeão da Liga Sagres 2008/09 |
| ------------------------------ |
| FC Porto 24° título            |

## Calendário da Prova
O sorteio das jornadas foi a 7 de Julho, tendo no entanto estado sobre com algumas condições devido a processos da justiça das épocas anteriores, e outras deliberações.
|                                                      | AC  | BL  | BF  | BR  | EA  | LX  | MR  | NC  | NV  | PF  | PT  | RA  | SP  | GM  | ST  | TR  |
| Académica de Coimbra                                 |     | 1-0 | 0-2 | 1-1 | 2-2 | 0-0 | 3-1 | 1-1 | 3-1 | 2-1 | 0-3 | 1-0 | 0-0 | 2-1 | 1-0 | 1-0 |
| Belenenses                                           | 1-0 |     | 0-0 | 0-5 | 2-2 | 0-1 | 0-2 | 1-2 | 1-2 | 2-2 | 1-3 | 1-0 | 1-2 | 1-1 | 2-1 | 3-2 |
| Benfica                                              | 0-1 | 3-1 |     | 1-0 | 1-0 | 2-1 | 3-2 | 0-0 | 2-1 | 3-2 | 1-1 | 1-0 | 2-0 | 0-1 | 2-2 | 2-2 |
| Braga                                                | 1-1 | 2-0 | 1-3 |     | 5-0 | 0-1 | 1-1 | 1-0 | 1-1 | 2-0 | 0-2 | 1-0 | 0-1 | 1-0 | 1-0 | 1-0 |
| Estrela da Amadora                                   | 1-0 | 1-1 | 1-2 | 2-2 |     | 2-1 | 0-0 | 1-0 | 1-0 | 0-2 | 2-4 | 2-0 | 1-3 | 1-0 | 0-0 | 1-0 |
| Leixões                                              | 0-1 | 2-2 | 1-1 | 2-0 | 1-1 |     | 1-0 | 1-3 | 1-1 | 2-1 | 1-4 | 1-0 | 0-1 | 2-2 | 0-0 | 2-0 |
| Marítimo                                             | 2-0 | 1-1 | 0-6 | 0-0 | 1-0 | 0-0 |     | 4-2 | 0-1 | 4-1 | 0-3 | 1-1 | 1-2 | 0-1 | 5-1 | 1-1 |
| Nacional da Madeira                                  | 3-1 | 4-2 | 3-1 | 1-1 | 1-2 | 0-0 | 1-1 |     | 2-1 | 1-0 | 2-4 | 0-0 | 1-1 | 3-0 | 1-0 | 1-0 |
| Naval                                                | 2-1 | 1-1 | 1-2 | 1-2 | 0-0 | 1-0 | 1-0 | 0-4 |     | 0-0 | 1-0 | 0-1 | 0-1 | 0-0 | 2-2 | 3-1 |
| Paços de Ferreira                                    | 1-1 | 1-1 | 3-4 | 0-2 | 1-0 | 4-0 | 2-1 | 2-3 | 2-1 |     | 0-2 | 2-0 | 0-0 | 1-1 | 2-0 | 1-0 |
| Porto                                                | 2-1 | 2-0 | 1-1 | -   | 3-0 | 2-3 | 0-0 | 1-0 | 2-0 | 2-0 |     | 3-1 | 0-0 | 2-0 | 2-0 | 0-0 |
| Rio Ave                                              | 1-0 | 0-1 | 1-1 | 0-0 | 2-1 | 1-2 | 1-1 | 0-3 | 2-0 | 3-2 | 0-0 |     | 0-1 | 2-4 | 1-0 | 2-1 |
| Sporting                                             | 0-0 | 2-0 | 3-2 | 2-3 | 2-1 | 0-1 | 2-0 | -   | 3-1 | 2-0 | 1-2 | 2-0 |     | 2-0 | 2-2 | 3-1 |
| Vitória de Guimarães                                 | 3-2 | 3-1 | 1-2 | 0-0 | 0-0 | 1-0 | 2-1 | 0-2 | 1-0 | 0-0 | 1-3 | 0-1 | 1-2 |     | 1-1 | 0-1 |
| Vitória de Setúbal                                   | 2-1 | 2-0 | 0-4 | 0-3 | 1-0 | 0-1 | 0-2 | 2-0 | 0-1 | 2-1 | 0-3 | 1-0 | 0-2 | 2-4 |     | 0-2 |
| Trofense                                             | 0-0 | 2-1 | 2-0 | 0-0 | 1-1 | 1-2 | 0-2 | 1-2 | 2-2 | 1-3 | 1-4 | 2-0 | 0-0 | 1-3 | 0-1 |     |
| Dados atualizados até 11 de Maio. Fonte: Liga Sagres |     |     |     |     |     |     |     |     |     |     |     |     |     |     |     |     |

## Mudanças de Treinador
| Mudanças de Treinador | Mudanças de Treinador | Mudanças de Treinador | Mudanças de Treinador | Mudanças de Treinador | Mudanças de Treinador |
| --------------------- | --------------------- | --------------------- | --------------------- | --------------------- | --------------------- |
| Clube                 | Saíu                  | Data                  | Entrou                | Data                  | Ref                   |
| Trofense              | Toni                  | 22/9/2008             | Tulipa                | 25/9/2008             | [ 12 ] [ 13 ]         |
| Belenenses            | Casemiro Mior         | 6/10/2008             | Jaime Pacheco         | 9/10/2008             | [ 14 ] [ 15 ]         |
| Estrela da Amadora    | Lito Vidigal          | 11/11/2008            | Lázaro Oliveira       | 28/11/2008            | [ 16 ] [ 17 ]         |
| Rio Ave               | João Eusébio          | 05/01/2009            | Carlos Brito          | 06/01/2009            | [ 18 ] [ 19 ]         |
| Vitória de Setúbal    | Daúto Faquirá         | 15/01/2009            | Carlos Cardoso        | 15/01/2009            | [ 20 ]                |
| Marítimo              | Lori Sandri           | 23/02/2009            | Carlos Carvalhal      | 24/02/2009            | [ 21 ] [ 22 ]         |
| Belenenses            | Jaime Pacheco         | 11/05/2009            | Rui Jorge             | 11/05/2009            | [ 23 ]                |

## Melhores Marcadores
Os melhores marcadores da competição foram:
| # | Jogador        | Clube                | Golos |
| 1 | Nenê           | Nacional da Madeira  | 20    |
| 2 | Liedson        | Sporting             | 17    |
| 2 | Oscar Cardozo  | Benfica              | 17    |
| 4 | Baba Diawara   | Marítimo             | 10    |
| 4 | Lisandro López | Porto                | 10    |
| 4 | Ernesto Farías | Porto                | 10    |
| 7 | Lucho González | Porto                | 9     |
| 7 | William        | Paços de Ferreira    | 9     |
| 9 | Roberto        | Vitória de Guimarães | 8     |
| 9 | Meyong         | Braga                | 8     |
| 9 | Hulk           | Porto                | 8     |

## Futebolista do Mês
O Prémio do Futebolista do Mês eleito pelo Sindicato dos Jogadores de Futebol no decorrer da época:
| Mês       | Jogador        | Posição      | Clube                |
| Setembro  | Hassan Yebda   | Médio        | Benfica              |
| Outubro   | Braga          | Médio        | Leixões              |
| Novembro  | Beto           | Guarda-redes | Leixões              |
| Dezembro  | Boris Peskovic | Guarda-redes | Académica de Coimbra |
| Janeiro   | Liedson        | Avançado     | Sporting             |
| Fevereiro | Hulk           | Avançado     | Porto                |
| Março     | Baba Diawara   | Avançado     | Marítimo             |
| Abril     | Liedson        | Avançado     | Sporting             |
| Maio      | Óscar Cardozo  | Avançado     | Benfica              |

## Penalização doEstrela da Amadora
A 20 de Maio de 2009 a Liga de Clubes decidiu penalizar o Estrela da Amadora com a subtracção de 3 pontos no final do campeonato, por incumprimentos financeiros. No entanto o clube recorreu da penalização, ficando desta forma a retirada dos 3 pontos dependentes da decisão do Conselho de Justiça da Federação Portuguesa de Futebol, que também ditou a penalização.

## Acessos e despromoções 2009/2010

### Acessos a competições europeias
| - Liga dos Campeões: - Porto - Sporting | - Liga Europa - Benfica, - Nacional da Madeira, - Braga - Paços de Ferreira |  |

### Despromoções
- Estrela da Amadora
- Trofense